# 장경욱 (법조인)
장경욱(張慶旭, 1968년 5월 25일 ~ )은 대한민국의 변호사이다. 2010년부터 법무법인 <상록> 소속의 변호사다. 인권변호사로서 '간첩사건 전문변호사'라는 별칭이 있다.

## 생애
1968년 5월 25일, 경상북도 영일군에서 2남 2녀의 막내로 태어났다. 아버지는 초등학교 교사였고 그가 초등학교 5학년때 간암으로 사망하였다. 이후 외가 친척들이 있는 서울로 이사하였고 경제적으로 궁핍한 환경에서 성장했다. 어머니는 생활력 강하고 낙천적인 인물이었고 인권변호사의 길을 가는 데 영향을 끼쳤다. 어머니는 1990년 대학교 4학년때 중풍으로 쓰러졌고 자식들의 정성어린 병간호에도 불구하고 사망하였고 이후 8살 위 큰누나가 어머니 역할을 하였다. 1992년 서울대학교 법학과를 졸업하였고, 군 전역 후 1년 만인 1997년 사법시험에 합격하였다. 2000년 사법연수원 수료 후 인권변호사의 길을 걸었고 민변의 일원으로서 공익을 위한 변론에 힘썼다.
조선일보는 2013년 11월 25일 <한반도 불안, 남한서 외국軍 철수 안했기 때문>이라는 기사에서 장경욱이 당국의 승인을 받지 않고 독일 포츠담에서 북한 대남공작부서인 통일전선부 산하 기관의 인사들과 함께 세미나에 참석했고, 세미나에서 '한반도의 불안정한 상태는 미국과 남한이 정전협정을 위반하고 남한에서 외국 군대를 철수하지 않은 탓'이라고 발언했다고 보도했다. 이 보도 이후 장경욱은 보수단체인 '활빈단'으로부터 북측 인사와 접촉해 국가보안법을 위반한 혐의로 고발을 당했다. 북한 인사와 접촉했다는 조선일보 보도에 대해서 장경욱은 "인천 아시안 게임에서도 북쪽 사람 접촉을 금지했다가 '자연스런' 접촉은 허용됐는데 법상으로는 접촉 보고를 해야 한다. 용변을 보기 위해 만나서 인사하는 것도 그럼 신고를 해야 하느냐"고 꼬집었고, 그 세미나와 관련하여 북에서 인사가 참여할지 안할지 확정이 안 된 상태였다고 하면서 세미나에 참석해 발표한 전문을 공개하였으며, 조선일보가 사실을 왜곡했다고 반발했다.

## 학력
- 1984년 남서울중학교 졸업
- 1987년 남강고등학교 졸업
- 1992년 서울대학교 법과대학 졸업

## 경력
- 1997년 제39회 사법시험 합격
- 2000년 사법연수원 제29기 수료
- 2000년 <변호사 장경욱 법률사무소> 개소
- 2010년 <변호사 장경욱 법률사무소> 폐소
- 2010년 법무법인 <상록> 구성원 변호사
- 민주사회를 위한 변호사 모임 사무차장
- 관악구청 고문변호사
- 서울지방변호사회 당직변호사운영위원회 운영위원
- 한국기독교교회협의회 인권위원회 전문위원
- 학교법인 상지학원 감사
- <인권실천시민연대> 운영위원